# Порзампар, Кристиан де
Кристиан Юрвуа де Порзампар (в некоторых источниках Порзампарк или Портзампарк, фр. Christian Urvoy de Portzamparc; род. 9 мая 1944, Касабланка[…]) — французский архитектор и градостроитель.

## Биография
Порзампар родился в Африке, в семье военного инженера, в 1960-е постигал живопись и архитектуру в Париже. В 1970 участвовал в изучении психологии и социологии жителей новых городов. Первой заметной работой Порзампара стало участие в планировке Марн-ла-Валле (фр.) и его водонапорной башни. В конце десятилетия он трудится над 13-м округом Парижа. В противовес стандартизированным «высоткам», господствовавшим среди парижских новостроек времён де Голля и Помпиду, Порзампар отверг единый план и создал несколько моделей домов с различным расположением апартаментов.
В 1980-е архитектор выдвинул концепцию «открытого квартала». «Открытый квартал» напоминает «османовский» тем, что фасады зданий параллельны улицам, но отличается от него тем, что они не переходят один в другой. Это позволяет сделать здания более разнообразными по высоте, внешнему виду и функциям.
Порзампар — первый французский архитектор, удостоенный Притцкеровской премии.

## Стиль
Стиль Порзампара можно определить как постмодернизм. Зодчий рвёт с устоявшейся традицией там, где ему это кажется нужным, но в то же время прибегает к опыту архитекторов Ренессанса и модернизма. Поэтому критик New York Times назвал Порзампара «возродителем ар-деко», а обозреватель «Коммерсанта» — «умеренным постмодернистом».
Портзампару приходилось работать на нескольких континентах и повсюду накладывать свои идеи на уже имеющийся архитектурный контекст. По его словам, наибольшее впечатление он получил от Японии.
Отмечают также комфортабельность и экологичность сооружений Порзампара.

## Постройки
- 1971—1974 — Водонапорная башня в Марн-ла-Валле.
- 1984—1995 — Музыкоград, Париж.
- 1985—1987 — Кафе «Бобур», Париж.
- 1989—1991 — Nexus II, Фукуока.
- 1995—1999 — Башня LVMH в Нью-Йорке
- 1995—2009 — район Массена в Париже
- 1997—2005 — Люксембургская филармония
- 2006 — «Ворота Бейрута».